# 肥大
肥大（英語：Hypertrophy）是由于细胞个体的增大，导致的器官或者组织体积变大的情况。肥大和增生不同，增生指的是细胞本身大小不变，但是数量增多的现象。虽然肥大、增生虽是两种不同的过程，它们却时常同时发生。例如：在懷孕期間，因為激素分泌，子宮細胞突然激增且尺寸增大。
离心性肥大（Eccentric hypertrophy）指的是當一個中空器官的器官壁及腔室都變大的情形，因此器官所占的體積及其內部的容積都增加了。心室常有這類的情形。此處“離心性”是指由中央向外增加質量與擴張容量，與其相對的是“向心性肥大”。

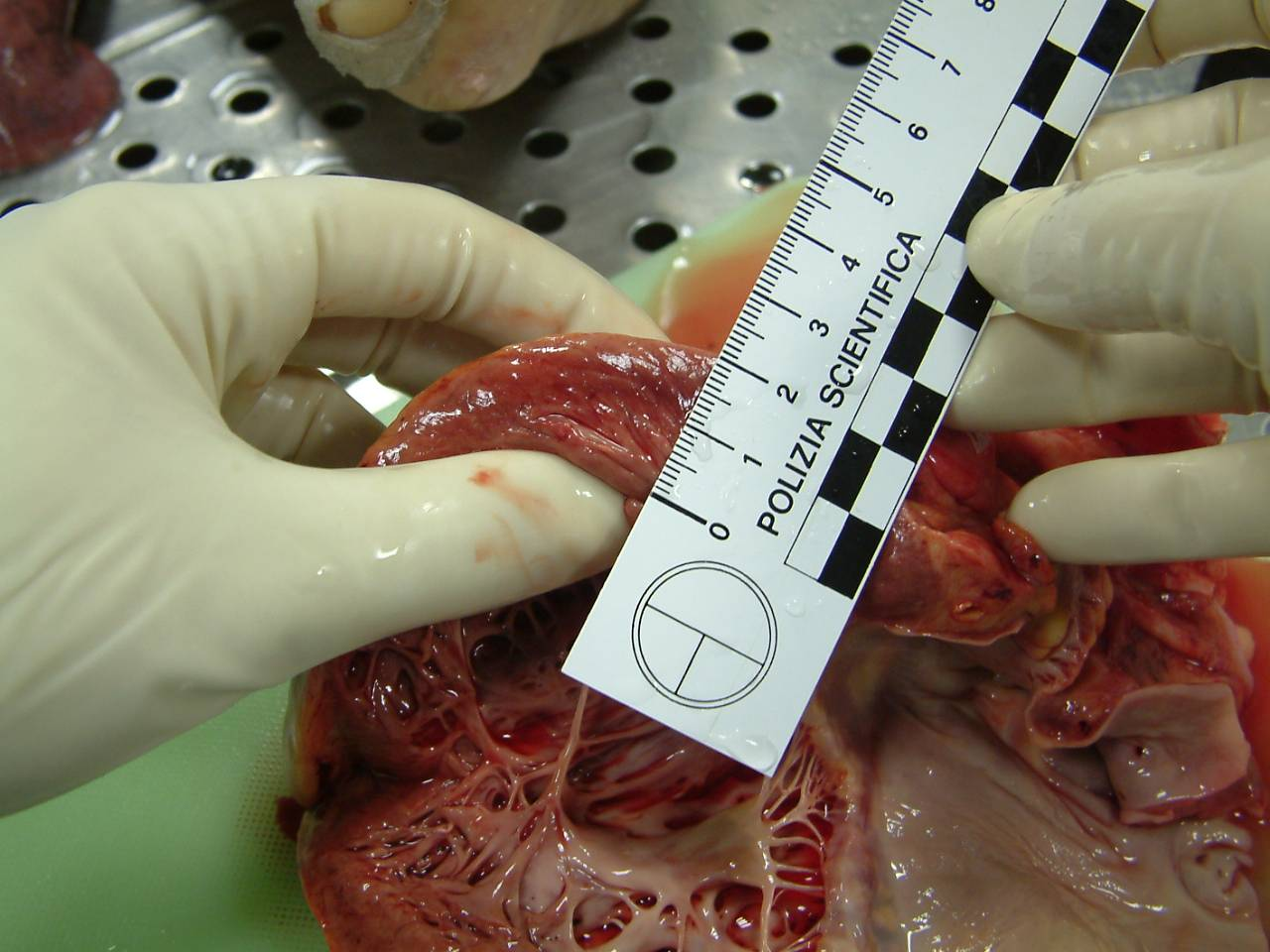
法醫驗屍檢查中針對肥厚型心肌病（一种向心性肥大，使得腔室容积变小）進行檢查，發現心肌向中央增厚

## 外部連結
- University of California Muscle Physiology Home Page: Hypertrophy （页面存档备份，存于）